# 3-2-1-regel

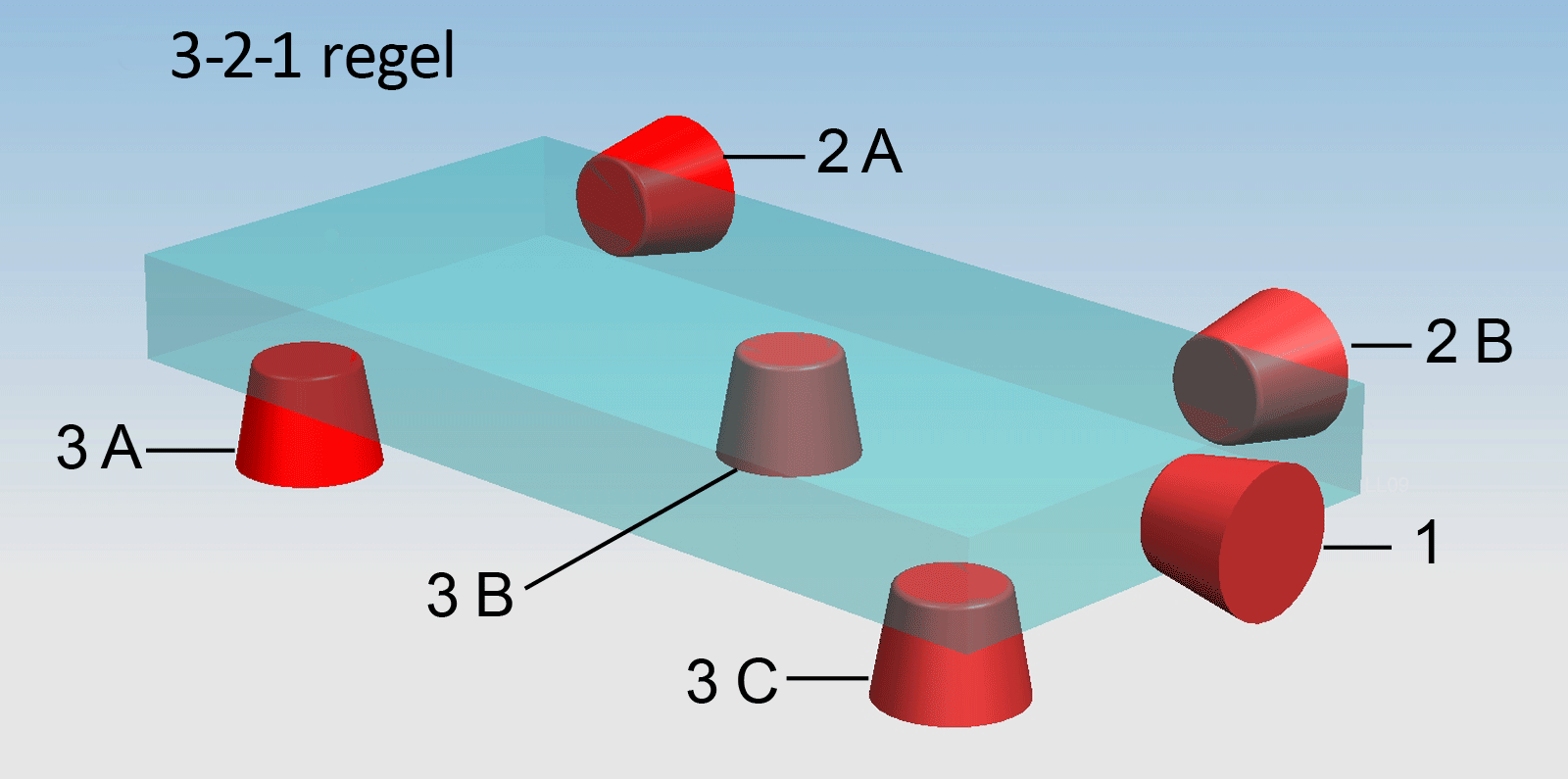
3-2-1-regel

De 3-2-1-regel definieert het minimale aantal contactpunten dat nodig is om een voorwerp in een bepaalde positie en stand in de ruimte vast te zetten, in combinatie met klemkrachten die het voorwerp tegen deze punten aanduwen, overeenkomstig het feit dat de positie en stand van een star lichaam samen zes vrijheidsgraden hebben. Er zijn drie contactpunten 3A, 3B en 3C nodig om een vlak te definiëren. Vervolgens zijn met twee contactpunten 2A en 2B de positie in één richting en de stand in dat vlak te bepalen en met nog één extra contactpunt 1 is de plaats van het voorwerp in de ruimte bepaald. De 3-2-1-regel wordt in de techniek toegepast voor het opspannen van producten tijdens de bewerking ervan, maar ook bij het construeren voor het positioneren van componenten in een samenstelling.
- FME-CWM. Laserlassen van complexe producten, november 2007. tech-info-blad